# Dichromodes orthozona
Dichromodes orthozona är en fjärilsart som beskrevs av Oswald Beltram Lower 1903. Dichromodes orthozona ingår i släktet Dichromodes och familjen mätare. Inga underarter finns listade i Catalogue of Life.